# Ludwig Welter
Ludwig Welter (14. November 1917 in Pirmasens; † 21. Februar 1965 in Eppstein) war ein deutscher Opernsänger (Bass).

## Leben
Ludwig Welter debütierte in der Spielzeit 1949/50 am Landestheater Detmold. Ab der Spielzeit 1950/51 war er dann für neun Spielzeiten am Opernhaus Frankfurt/Main verpflichtet, wo er laut Kutsch/Riemens „seine ersten großen Erfolge hatte“. Er sang dort 90 Partien in mehr als 1800 Vorstellungen. Seine Antrittsrolle war der Sarastro in Die Zauberflöte.
Im Juni 1956 gastierte er als Osmin in Die Entführung aus dem Serail in einer Aufführung der Wiener Staatsoper im Redoutensaal der Wiener Hofburg. Nach zwei weiteren Gastspielabenden in der Spielzeit 1958/59 als Ochs von Lerchenau wurde er ab der Spielzeit 1959/60 als Ensemblemitglied an die Wiener Staatsoper berufen. Dort brachte er es laut Kutsch/Riemens zu „hoher Beliebtheit“, insbesondere wegen seines „komödiantischen Talents“. Er übernahm in Wien neben dem Osmin auch weitere Rollen im komischen Fach, darunter Don Bartolo in Le nozze di Figaro, Micha und Kezal in Die verkaufte Braut, Ochs von Lerchenau sowie Baculus in Der Wildschütz. Welter war in Wien auch in den Mozart-Rollen Don Alfonso und Sarastro besetzt und sang eine Reihe von Wagner-Partien, u. a. Fafner, Hunding, Biterolf und Nachtwächter. Darüber hinaus war er in Opern von Verdi, Puccini, Giordano, Gounod und Debussy sowie von Hans Pfitzner, Richard Strauss, Alban Berg und Carl Orff zu hören, zumeist als Comprimario.
Ludwig Welter gastierte an den Opernhäusern von Berlin und München sowie als Ochs von Lerchenau am Stadttheater Zürich. Ab 1960 gastierte er bei den Salzburger Festspielen. Zuerst wurde er in zwei Uraufführungen eingesetzt – 1960 in Le Mystère de la Nativité von Frank Martin und 1961 in Das Bergwerk zu Falun von Rudolf Wagner-Régeny. 1962 sang er den Oberpriester des Neptun in Idomeneo. 1962/63 verkörperte er in Salzburg den Osmin in Die Entführung aus dem Serail.
Er starb nach einem Herzinfarkt.

## Tondokumente (Auswahl)
- Donizetti: Der Liebestrank, mit Rudolf Schock (Nemorino), Ludwig Welter (Dulcamara), Stina Britta-Melander, Lothar Ostenburg, RIAS Kammerchor,  Berliner Symphoniker, Dirigent: Ernst Märzendorfer, Ariola-Eurodisc, 1962
- Verdi: Der Troubadour, mit Gerda Scheyrer (Leonore), Sonja Draksler (Azucena), Waldemar Kmentt (Manrico), Eberhard Waechter (Graf Luna), Ludwig Welter (Ferrando), Chor und Orchester der Wiener Volksoper, Dirigent: Franz Bauer-Theussl (auch als Großer Querschnitt veröffentlicht)
- Wagner: Das Liebesverbot, mit Ernst Salzer (Angelo), Willy Friedrich (Antonio), Ludwig Welter (Brighella), Anton Dermota (Claudio), Franz Handlos (Danieli), Hanny Steffek (Dorella), Heinz Imdahl (Friedrich), Hilde Zadek (Isabella), Kurt Equiluz (Luzio), Christiane Sorell (Marianna) und Herbert Prikopa (Pontio Pilato), ORF Radio-Symphonieorchester Wien, Dirigent: Robert Heger, 1962
- Wagner: Tannhäuser, mit Gré Brouwenstijn (Elisabeth), Christa Ludwig (Venus), Hans Beirer (Tannhäuser), Eberhard Waechter (Wolfram), Gottlob Frick (Landgraf Hermann), Waldemar Kmentt (Walther), Ludwig Welter (Biterolf), Kurt Equiluz (Heinrich), Tugomir Franc (Reinmar), Gundula Janowitz (Ein junger Hirt); Chor und Orchester der Wiener Staatsoper, Dirigent: Herbert von Karajan, Live-Mitschnitt aus der Wiener Staatsoper 1963
- Wellesz: Die Bakchantinnen, mit Christel Goltz (Königin Agave), Paul Schöffler (Dionysos), Fritz Uhl, Sonja Draksler, Kurt Böhme (Kadmos), Ludwig Welter (Teiresias), Dirigent: Miltiades Caridis, zuletzt als zwei CDs 2014

Weiters ist er in zwei Gesamtaufnahmen von Lortzings Zar und Zimmermann (1951 als Lefort und 1962 als van Bett) zu hören.